# جهد شديد الانخفاض

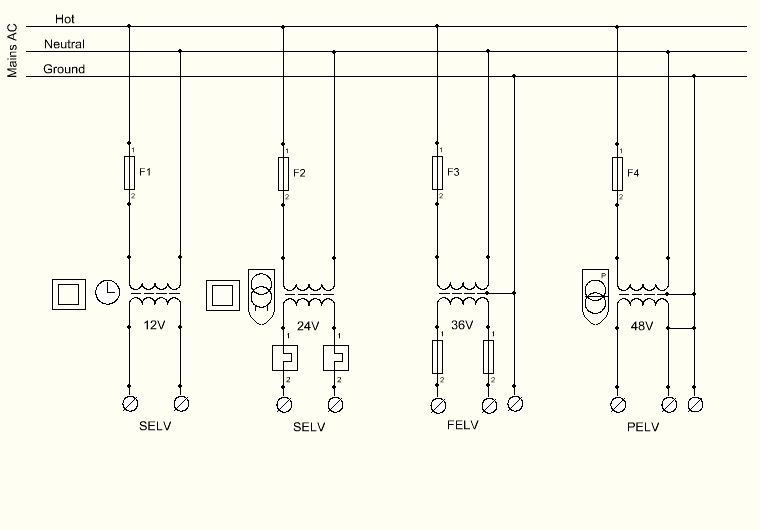

الجهد شديد الانخفاض  (ELV)، في التغذية بالطاقة الكهربائية، هو إحدى الوسائل العديدة للحماية من الصدمة الكهربائية. إن اللجنة الدولية للتقانة الكهربية والمؤسسات الأعضاء بها تعرف دائرة الجهد شديدة الانخفاض بأنها الدائرة التي لا يزيد فيها الكمون الكهربائي لأي موصل ضد الأرض (مؤرض) أكثر من 25 فولت جذر متوسط تربيع (35 فولت في وقت الذروة) من التيار المتردد، أو 60 فولت خالية من التموج في التيار المستمر في ظل الظروف الجافة. وتنطبق الأرقام الأقل في الظروف الرطبة أو عندما تتعرض مناطق توصيل كبيرة لملامسة الجسم البشري.
وتحدد اللجنة الدولية للتقانة الكهربية ثلاثة أنواع من أنظمة الجهد شديد الانخفاض (الجهد شديد الانخفاض الوظيفي (FELV) والجهد شديد الانخفاض المحمي (PELV) والجهد شديد الانخفاض المأمون (SELV))، والتي تتميز بخصائص السلامة الأكثر تقييدًا على التوالي.

## الأنواع
تم ترتيب هذا القسم بدءًا من النوع الأكثر تقييدًا (الأكثر أمانًا) إلى الأقل تقييدًا.

### الجهد شديد الانخفاض المفصول أو المأمون (SELV)
تعرف اللجنة الدولية للتقانة الكهربية نظام الجهد شديد الانخفاض المفصول أو المأمون بأنه «نظام كهربائي لا يمكن فيه للجهد أن يتجاوز الجهد شديد الانخفاض في ظل الظروف العادية وفي ظل ظروف الخطأ الفردي، بما في ذلك الأخطاء الأرضية في دوائر أخرى».
وهناك بعض الالتباس بشأن أصل الاختصار: فالمصطلح "SLEV" هو اختصار «الجهد شديد الانخفاض المفصول» في معايير التركيب (على سبيل المثال، BS 7671) وهو أيضًا اختصار «الجهد شديد الانخفاض المأمون» في معايير الأجهزة (على سبيل المثال، BS EN 60335).
ويجب أن تتمتع دائرة الجهد شديد الانخفاض المفصول أو المأمون بـ:
- الفصل الوقائي (أي العزل المزدوج، أو عزل مقوى أو فرز وقائي) عن جميع الدوائر بخلاف دائرة الجهد شديد الانخفاض المفصول أو المأمون ودائرة الجهد شديد الانخفاض المحمي (أي جميع الدوائر التي قد تحمل جهدًا كهربائيًا (فولتية) أعلى)
- الفصل البسيط عن أنظمة الجهد شديد الانخفاض المفصول أو المأمون الأخرى وعن أنظمة الجهد شديد الانخفاض المحمي والأرضية.

وتتوفر سلامة الجهد شديد الانخفاض المفصول أو المأمون بواسطة
- الجهد شديد الانخفاض
- انخفاض مخاطر التلامس العرضي مع الجهد العالي؛
- عدم وجود ممر عودة عبر الأرض يمكن لـ التيار الكهربائي أخذه في حالة التلامس مع جسم بشري.

وعادة ما يتضمن تصميم دائرة الجهد شديد الانخفاض المفصول أو المأمون محولاً عازلاً وضمان حد أدنى من المسافات بين الموصلات وحواجز العزل الكهربائي. ويجب تصميم الموصلات الكهربائية لدوائر الجهد شديد الانخفاض المفصول أو المأمون بحيث يتعذر إقرانها مع الموصلات التي تستخدم عادة لدوائر غير الجهد شديد الانخفاض المفصول أو المأمون.
ومن الأمثلة النموذجية على دائرة الجهد شديد الانخفاض المفصول أو المأمون هو شاحن البطارية من الفئة الثالثة، الذي يتغذى من مصدر طاقة من الفئة الثانية.

### الجهد شديد الانخفاض المحمي (PELV)
يعرف المعيار IEC 61140 الصادر عن اللجنة الدولية للتقانة الكهربية نظام الجهد شديد الانخفاض المحمي بأنه «نظام كهربائي لا يمكن فيه للجهد أن يتجاوز الجهد شديد الانخفاض في ظل الظروف العادية وفي ظل ظروف الخطأ الفردي، باستثناء الأخطاء الأرضية في دوائر أخرى».
وتتطلب دائرة الجهد شديد الانخفاض المحمي فقط فصلاً وقائيًا من جميع الدوائر بخلاف الجهد شديد الانخفاض المفصول أو المأمون والجهد شديد الانخفاض المحمي (أي جميع الدوائر التي قد تحمل جهدًا كهربائيًا أعلى)، ولكنها قد تتضمن توصيلات بأنظمة الجهد شديد الانخفاض المحمي الأخرى والأرضية (المؤرضة).
وعلى عكس دائرة الجهد شديد الانخفاض المفصول أو المأمون، يمكن أن تتمتع دائرة الجهد شديد الانخفاض المحمي باتصال أرضي وقائي. وتتطلب دائرة الجهد شديد الانخفاض المحمي، كما هو الحال تمامًا مع الجهد شديد الانخفاض المفصول أو المأمون، تصميمًا يضمن انخفاض مخاطر التلامس العرضي مع الجهد العالي. وبالنسبة للمحول، يمكن أن يعني هذا أنه يجب فصل اللفات الأساسية والثانوية بواسطة حاجز عزل إضافي أو بواسطة درع موصل مع اتصال أرضي وقائي.
ومن الأمثلة النموذجية لدائرة الجهد شديد الانخفاض المحمي هو جهاز الكمبيوتر المزود بـمصدر طاقة من الفئة الأولى.

### الجهد شديد الانخفاض الوظيفي (FELV)
يصف مصطلح الجهد شديد الانخفاض الوظيفي (FELV) أي دائرة جهد شديد الانخفاض أخرى لا تستوفي المتطلبات الخاصة بدائرة الجهد شديد الانخفاض المفصول أو المأمون أو دائرة الجهد شديد الانخفاض المحمي. وعلى الرغم من أن جزءًا من دائرة الجهد شديد الانخفاض الوظيفي تستخدم جهدًا شديد الانخفاض، إلا أنه ليس محميًا على نحو كافٍ من التلامس العرضي مع جهد عالٍ في أجزاء أخرى من الدائرة. وبالتالي، يتعين تطبيق متطلبات الحماية الخاصة بالجهد العالي على كامل الدائرة.
ومن الأمثلة على دوائر الجهد شديد الانخفاض الوظيفي تلك الدوائر التي تولد جهدًا شديد الانخفاض عبر جهاز شبه موصل أو مقياس الجهد.

## أنظمة الطاقة القائمة بذاتها
يتم تصميم الكبلات الخاصة بأنظمة الجهد شديد الانخفاض، كما هو الحال في أنظمة الطاقة الخاصة بالمناطق النائية (RAPS)، لتقليل خسائر الطاقة مع تعظيم السلامة. ويتطلب انخفاض الجهد تيارًا عاليًا لنفس الطاقة. والتيار العالي يؤدي إلى خسائر مقاومة أكبر في توصيل الكبلات. وبالتالي، يجب أن يُراعى في أحجام الكابلات الحد الأقصى للطلب وانخفاض الجهد على الكابل وقدرة حمل التيار. وعادة ما يكون انخفاض الجهد هو العامل الرئيسي الذي يؤخذ بعين الاعتبار، إلا أن قدرة حمل التيار تُعتبر مهمة عند مراعاة التدفقات القصيرة عالية التيار مثل تلك التي تحدث بين صف البطارية والعاكس.
ويُعتبر القوس خطرًا في أنظمة الجهد شديد الانخفاض ذي التيار المستمر وبعض أنواع الصمامات التي يمكن أن تسبب قوسًا كهربائيًا غير مرغوب فيه تتضمن أنواعًا من صمام السيارات. وبدلاً من ذلك، فإن الصمامات التي تتميز بـ سعة القطع العالية وقواطع الدوائر المصنفة تصنيفًا مناسبًا موصى بها بالنسبة لـ RAPS. ويجب إجراء إنهاء الكبل والتوصيلات بشكل صحيح لتجنب القوس الكهربائي ولا يُوصى بـاللحام.

## اللوائح

### أستراليا ونيوزيلندا
يُعرف الجهد شديد الانخفاض في قوانين الأسلاك AS/NZS 3000 بأنه «عدم تجاوز 50 فولت تيار متردد أو 120 فولت من التيار المستمر خاليًا من التموج.»
وفي معظم الولايات الأسترالية (وليس كلها) لا توجد قيود رسمية فيما يتعلق بمن يستطيع العمل على أنظمة الجهد شديد الانخفاض. وتتطلب سلامة أنظمة الطاقة المستقلة بذاتها وفقًا لـ المعيار الأسترالي رقم 4509.1 أن يتم إجراء العمل بواسطة «شخص كفء يتمتع من خلال التدريب والمؤهلات والخبرة بالمعرفة والمهارة التي تمكنه من إجراء المهمة المطلوبة بالشكل الصحيح».
ويجب تركيب أسلاك الجهد شديد الانخفاض في المباني المحلية على مسافة لا تقل عن 50 mm من أسلاك الجهد المنخفض أو تتمتع بحاجز عزل منفصل مثل الأنبوب. وتشمل أنواع كابلات وأسلاك الجهد شديد الانخفاض سلك المباني المعزول المصنوع من كلوريد البولي فينيل وكبل الغمد البلاستيكي الحراري (TPS) والكبل متعدد الأحبال المجدول الرقيق (مثل كبل السيارات، على الرغم من أن هذا يمكن أن يُصنف على 32 V DC فقط، وليس نطاق الجهد شديد الانخفاض الكامل).
ولوائح الولايات تلغي المعايير الأسترالية وهناك بعض الاختلافات.